# Glossocardia orthochaeta
Glossocardia orthochaeta là một loài thực vật có hoa trong họ Cúc. Loài này được (F.Muell.) Veldkamp mô tả khoa học đầu tiên năm 1992.